# Energia del fotone
L'energia del fotone è l'energia trasportata da un singolo fotone. Secondo tale principio la quantità di energia è direttamente proporzionale alla frequenza elettromagnetica del fotone e quindi, equivalentemente, è inversamente proporzionale alla lunghezza d'onda. Perciò, maggiore è la frequenza del fotone, maggiore è la sua energia. Allo stesso modo, maggiore è la lunghezza d'onda del fotone, minore è la sua energia.
L'energia dei fotoni può essere espressa utilizzando qualsiasi unità di misura dell'energia. Tra le unità comunemente usate per indicare l'energia del fotone ci sono l'elettronvolt (eV) e il joule (e i suoi multipli, ad esempio il micro-joule). Considerato che un joule è uguale a 6,24×1018 eV, le unità più grandi possono essere più utili nel denotare l'energia dei fotoni con maggiore frequenza e più alta energia (come ad esempio per i raggi gamma).

## Formula
L'equazione per l'energia del fotone è:
{\displaystyle E={\frac {hc}{\lambda }}}
Dove E è L'energia del fotone, h è la costante di Planck, c è la velocità della luce nel vuoto e λ è la lunghezza d'onda del fotone. Siccome h e c sono entrambi costanti, la misura del fotone di energia E varia in maniera inversa rispetto alla lunghezza d'onda λ.
L'equazione per trovare l'energia del fotone in elettronvolt, usando la lunghezza d'onda in micrometri, è approssimativamente:
{\displaystyle E/{\text{eV}}={\frac {1.2398}{\mathrm {\lambda } /{\text{μm}}}}}
Pertanto, l'energia del fotone alla lunghezza d'onda di 1 µm e la lunghezza d'onda della radiazione nel vicino infrarosso, è di circa 1,2398 eV.
Data l'equazione {\textstyle {\frac {c}{\lambda }}=f}, dove f è la frequenza, l'energia del fotone può essere semplificata come: {\displaystyle E=hf}
Questa equazione è nota come relazione di Planck-Einstein. Sostituendo h con il suo valore in J⋅s e f con il suo valore in hertz si ottiene l'energia del fotone in joule. Pertanto, l'energia del fotone alla frequenza di 1 Hz è 6,62606957×10−34 joule o 4,135667516×10−15 eV.
In chimica e ingegneria ottica, invece, vale la seguente equazione: {\displaystyle E=h{\nu }}, dove h è la costante di Planck e la lettera greca ν (Ni) è la frequenza del fotone.

## Esempi
Una stazione radio FM che trasmette a 100 MHz emette fotoni con un'energia di circa 4,1357×10−7 eV. Questa minuscola quantità di energia è circa 8×10−13 volte la massa dell'elettrone (tramite l'equivalenza massa-energia).
I raggi gamma ad altissima energia hanno energie di fotoni da 100 GeV a 100 TeV (da 1011 a 1014 elettronvolt) o da 16 nano-joule a 16 micro-joule. Ciò corrisponde a frequenze da 2,42×1025 a 2,42×1028 Hz.
Durante la fotosintesi, specifiche molecole di clorofilla assorbono fotoni di luce rossa a una lunghezza d'onda di 700 nm nel foto-sistema I, corrispondente a un'energia di ciascun fotone di ≈ 2 eV ≈ 3×10−19 J ≈ 75 kB T, dove kB T denota l'energia termica. È necessario un minimo di 48 fotoni per la sintesi di una singola molecola di glucosio da CO2 e acqua (differenza di potenziale chimico 5×10−18 J), con un'efficienza di conversione energetica massima del 35%.